# 埃弗拉伊姆·伊诺尼
埃弗拉伊姆·伊诺尼（法語：Ephraïm Inoni；1947年8月16日—），非洲國家喀麥隆的總理（2004年12月8日-2009年6月30日）。

## 生平
1971年至1977年就读于喀国家行政司法学院。1978年至1982年历任西北省财政局帐务处处长、西北省财政局长、杜阿拉市财政局长，1981年后兼任国家电力公司、喀麦隆银行等董事。1982年至1984年任驻美国使馆财务负责人，同时在华盛顿东南大学进修商务和公共管理专业，获硕士学位。回国后，1984年至1988年2月任财政部工资管理司司长。1988年5月至1992年11月任财政部国务秘书。1992年11月至2004年12月任总统府副秘书长兼喀麦隆渣打银行董事长。伊诺尼一直為喀麥隆總統保羅·比亞親信幕僚，2004年保羅·比亞连任總統之后，即拔擢伊诺尼為總理。2009年6月30日喀麦隆总统比亚免去他的总理职务，任命菲利蒙·杨（Philemon Yang）为总理。